# Liste der Stolpersteine in Deidesheim
In der Liste der Stolpersteine in Deidesheim werden die vorhandenen Gedenksteine aufgeführt, die im Rahmen des Projektes Stolpersteine des Künstlers Gunter Demnig in Deidesheim bisher verlegt worden sind.
| Adresse                   | Name               | Inschrift                                                                                            | Verlegedatum | Bild | Anmerkung                                 |
| ------------------------- | ------------------ | --- | ------------ | ---- | ----------------------------------------- |
| Heumarktstraße (Standort) | Adolf Reinach      | Hier wohnte Adolf Reinach Jh. 1865 deportiert 1940 Gurs tot 26.7.1942                                | 1. Apr. 2011 |      | geboren am 8. Juli 1865 in Deidesheim     |
| Heumarktstraße (Standort) | Fanny Reinach      | Hier wohnte Fanny Reinach geb. Löbmann Jg. 1873 deportiert 1940 Gurs befreit/überlebt                | 1. Apr. 2011 |      |                                           |
| Heumarktstraße (Standort) | Max Reinach        | Hier wohnte Max Reinach Jg. 1897 deportiert 1940 Gurs ermordet in Auschwitz                          | 1. Apr. 2011 |      | geboren am 21. Januar 1897 in Deidesheim  |
| Marktplatz (Standort)     | Oswald Feis        | Hier wohnte Oswald Feis Jg. 1872 eingewiesen 1940 Heilanstalt Eglfing-Haar ermordet 20.1.1941        | 1. Apr. 2011 |      | geboren am 17. August 1872 in Deidesheim  |
| Marktplatz (Standort)     | Richard Feis       | Hier wohnte Richard Feis Jg. 1877 zwangsweise Einlieferung Pflegeheim Rockenhausen tot 10.11.1939    | 1. Apr. 2011 |      |                                           |
| Weinstraße (Standort)     | Karoline Marum     | Hier wohnte Karoline Marum geb. Wolff Jg. 1856 Heimatort unfreiwillig verlassen 1936 tot 15.4.1940   | 1. Apr. 2011 |      |                                           |
| Weinstraße (Standort)     | Frieda Morgenthau  | Hier wohnte Frieda Morgenthau geb. Marum Jg. 1883 deportiert 1942 Richtung Osten Schicksal unbekannt | 1. Apr. 2011 |      | geboren am 7. November 1883 in Deidesheim |
| Weinstraße (Standort)     | Manfred Morgenthau | Hier wohnte Manfred Morgenthau Jg. 1919 Flucht 1935 USA überlebt                                     | 1. Apr. 2011 |      |                                           |
| Weinstraße (Standort)     | Hilde Jaffé        | Hier wohnte Hilde Jaffé geb. Morgenthau Jg. 1922 Flucht 1937 USA überlebt                            | 1. Apr. 2011 |      |                                           |